# Бирдарево
Бирда́рево (болг. Бърдарево) — село у Варненській області Болгарії. Входить до складу общини Долішній Чифлик.

## Населення
За даними перепису населення 2011 року у селі проживала 71 особа, усі — болгари.
Розподіл населення за віком у 2011 році:
Динаміка населення: